# Biton (genre)
Pour les articles homonymes, voir Biton (homonymie).
Genre
Synonymes
- Daesia Karsch, 1880
- Broomiella Pocock, 1902
- Bitonella Roewer, 1933
- Daesiella Caporiacco, 1937

Biton est un genre de solifuges de la famille des Daesiidae.

## Distribution
Les espèces de ce genre se rencontrent en Afrique, en Europe du Sud, au Moyen-Orient, en Asie centrale et en Chine.

## Liste des espèces
Selon Solifuges of the World (version 1.0) :
- sous-genre Biton (Biton) Karsch, 1880
  - Biton adamanteus Lawrence, 1968
  - Biton arenicola Lawrence, 1966
  - Biton bellulus (Pocock, 1902)
  - Biton bernardi (Pocock, 1900)
  - Biton betschuanicus (Kraepelin, 1908)
  - Biton browni (Lawrence, 1965)
  - Biton brunneus Roewer, 1933
  - Biton brunnipes Pocock, 1896
  - Biton cataractus Lawrence, 1968
  - Biton crassidens Lawrence, 1935
  - Biton cursorius Roewer, 1933
  - Biton divaricatus Roewer, 1933
  - Biton ehrenbergi Karsch, 1880
  - Biton fallax (Borelli, 1925)
  - Biton fessanus Roewer, 1933
  - Biton fuscipes Pocock, 1897
  - Biton fuscus (Kraepelin, 1899)
  - Biton gaerdesi Roewer, 1954
  - Biton gariesensis (Lawrence, 1931)
  - Biton haackei Lawrence, 1968
  - Biton habereri (Kraepelin, 1929)
  - Biton hottentottus (Kraepelin, 1899)
  - Biton kolbei (Purcell, 1899)
  - Biton kraekolbei Wharton, 1981
  - Biton laminatus (Pocock, 1903)
  - Biton leipoldti (Purcell, 1899)
  - Biton lineatus (Pocock, 1902)
  - Biton lividus Simon, 1882
  - Biton longisetosus Lawrence, 1972
  - Biton magnifrons (Birula, 1905)
  - Biton monodentatus Delle Cave, 1978
  - Biton mossambicus Roewer, 1954
  - Biton namaqua (Kraepelin, 1899)
  - Biton ovambicus (Lawrence, 1927)
  - Biton pallidus (Purcell, 1899)
  - Biton pearsoni (Hewitt, 1914)
  - Biton persicus (Birula, 1905)
  - Biton philbyi Lawrence, 1954
  - Biton pimenteli Frade, 1940
  - Biton planirostris (Birula, 1941)
  - Biton ragazzii (Kraepelin, 1899)
  - Biton rhodesianus (Hewitt, 1914)
  - Biton roeweri (Lawrence, 1935)
  - Biton rossicus (Birula, 1905)
  - Biton sabulosus (Pocock, 1903)
  - Biton schreineri (Purcell, 1903)
  - Biton schultzei (Kraepelin, 1908)
  - Biton simoni (Kraepelin, 1899)
  - Biton striatus (Lawrence, 1928)
  - Biton subulatus (Purcell, 1899)
  - Biton tarabulus Roewer, 1933
  - Biton tauricus Roewer, 1941
  - Biton tenuifalcis Lawrence, 1962
  - Biton tigrinus Pocock, 1898
  - Biton transvaalensis Lawrence, 1949
  - Biton triseriatus Lawrence, 1955
  - Biton truncatidens Lawrence, 1954
  - Biton tunetanus Simon, 1885
  - Biton turkestanus (Roewer, 1933)
  - Biton vachoni Lawrence, 1966
  - Biton velox Simon, 1885
  - Biton villiersi (Vachon, 1950)
  - Biton villosus Roewer, 1933
  - Biton werneri Roewer, 1933
  - Biton wicki (Birula, 1915)
  - Biton zederbaueri (Werner, 1905)
- sous-genre Biton (Bitonissus) Roewer, 1933
  - Biton schelkovnikovi (Birula, 1936)
  - Biton xerxes (Roewer, 1933)

## Publications originales
- Karsch, 1880 : Zur Kenntnis der Galeodiden. Archiv fèur Naturgeschichte, vol. 46, no 1, p. 228-243 (texte intégral).
- Roewer, 1933 : Solifuga, Palpigrada. Dr. H.G. Bronn's Klassen und Ordnungen des Thier-Reichs, wissenschaftlich dargestellt in Wort und Bild. Akademische Verlagsgesellschaft M. B. H., Leipzig. Fünfter Band: Arthropoda; IV. Abeitlung: Arachnoidea und kleinere ihnen nahegestellte Arthropodengruppen, vol. 2/3, p. 161–480 (texte intégral).